# Chmielewo Wielkie (gromada)
Chmielewo Wielkie – dawna gromada, czyli najmniejsza jednostka podziału terytorialnego Polskiej Rzeczypospolitej Ludowej w latach 1954–1972.
Gromady, z gromadzkimi radami narodowymi (GRN) jako organami władzy najniższego stopnia na wsi, funkcjonowały od reformy reorganizującej administrację wiejską przeprowadzonej jesienią 1954 do momentu ich zniesienia z dniem 1 stycznia 1973, tym samym wypierając organizację gminną w latach 1954–1972.
Gromadę Chmielewo Wielkie z siedzibą GRN w Chmielewie Wielkim utworzono – jako jedną z 8759 gromad na obszarze Polski – w powiecie mławskim w woj. warszawskim, na mocy uchwały nr VI/10/8/54 WRN w Warszawie z dnia 5 października 1954. W skład jednostki weszły obszary dotychczasowych gromad Chmielewo Wielkie, Długokąty, Łęg, Zakrzewo Wielkie i Załęże (z wyłączeniem obszaru 6 ha przylegającego do południowej części granicy dotychczasowej gromady Turowo Wielkie o długości 839 m i szerokości 70 m w kierunku szosy Wieczfnia-Nowawieś) ze zniesionej gminy Mława oraz obszar dotychczasowej gromady Grzebsk ze zniesionej gminy Szczepkowo w tymże powiecie. Dla gromady ustalono 12 członków gromadzkiej rady narodowej.
Gromadę zniesiono 31 grudnia 1959, a jej obszar włączono do gromady Wieczfnia Kościelna w tymże powiecie.